# Franciaország világörökségi helyszínei
Franciaország területéről eddig ötvennégy helyszín került fel a világörökségi listára, harminckettő helyszín a javaslati listán várakozik a felvételre.
| | A chartres-i katedrális |
| 1979 |                         |
| Kulturális (I)(II)(IV) |                         |
| Védett terület: 1,06 ha, puffer zóna: 62,41 ha, hivatkozás: 81 |                         |
| Az 1145-től épített, majd egy 1194-es tűzvész után huszonhat év alatt helyreállított katedrális a franciaországi gótikus építészet egyik legszebb alkotása. A kereszthajóval és öthajós kórussal ellátott háromhajós alaprajzú épület modellként szolgált a reimsi és az amiens-i székesegyházak számára. Építése során számos újítást alkalmaztak, többek között támpillérek tették lehetővé, hogy a hosszú falszakaszokon nagy méretű ablakokat alakítsanak ki. A kapuk szobordíszei kiemelkedő művészi színvonalat képviselnek, különösen a Királyi Kaput tartották sokáig modellértékűnek. A katedrális majdnem teljes egészében megőrizte eredeti festett ablakait. A 146 ablakon összesen 1359 jelenet vagy emberalak látható. Az alsó 55 ablak figurái történeteket mesélnek el, a 91 felső ablakot távolabbi megtekintésre tervezett, nagy méretű figurák díszítik. A katedrális Franciaország határain túl is hatott a gótikus művészet fejlődésére, alaptervét Kölnben, Londonban és Leónban is felhasználták. |                         |

| | Mont-Saint-Michel |
| 1979 |                   |
| Kulturális (I)(III)(VI) |                   |
| Védett terület: 6560 ha, puffer zóna: 191 858 ha, hivatkozás: 80 |                   |
| A normandiai partoktól egy kilométerre, a La Manche-csatorna egyik szigetén álló, gótikus stílusban épült bencés apátság a középkori kereszténység egyik legfontosabb helyszíne. A 11. és a 16. század között épült apátság a Normandia és Bretagne között fekvő, erőteljes árapály tevékenységnek kitett homokpadon, egy sziklaszirten állva alkalmazkodik a környezetéhez. Az alapjánál kilencszáz méter széles szirten hamarosan egy település is létesült a templom köré. Jelenleg látható épületeinek egy része a 14. századból származik. A világörökségi helyszínhez tartozik a környező öböl is, amelyek megpróbálnak megvédeni az eliszaposodástól. A sziklán korábban pogány, majd kora keresztény szertartásokat végeztek, majd a 8. században kezdődött az építkezés, ami akkor még csak egy kisebb imacsarnokot jelentett. Ebből az oratóriumból fejlődött ki az évszázadok során a jelenleg is látható épületegyüttes. Főbb elemei maga a templom, a kolostorépület, a lovagok szállása, az előkelőék szállása, a refektórium, és az egyik oldalán a tenger felé nyitott kerengő. Az épületegyüttes máig fennmaradt legrégebbi része a Notre-Dame-sous-terre-templom, aminek építése 10. századra datálható. |                   |

| | Versailles-i kastély |
| 1979 |                      |
| Kulturális (I)(II)(VI) |                      |
| Védett terület: 1070 ha, puffer zóna: 9467 ha, hivatkozás: 83 |                      |
| A versailles-i kastély a világ egyik legnagyobb királyi palotája volt és az eszményi uralkodói rezidencia mintaképét testesítette meg. XIV. Lajos 1661-től kezdte átalakíttatni apja egykori vadászkastélyát palotává, majd később egy évszázadon keresztül Versailles volt a francia politikai élet központja. Az épületegyüttes magából a palotából, a hozzá tartozó parkból és a Trianon-kastélyokból áll és a legnagyobb francia építészet másfél évszázadig tartó munkájának eredménye. Az első építkezési szakaszt Louis de Vau irányította, az épület belső díszítéséért Charles Le Brun festő volt felelős. A második jelentős bővítésre 1678-tól került sor Hardouin Mansart felügyelete alatt, míg a kertet André le Nôtre tervezte. A palota fénykorában megközelítőleg ötezer ember lakott benne, köztük a francia nemesség egy része. A palota túlzó pompája egy egész kor ízlésvilágának volt a meghatározója. Legismertebb helyisége a Tükörgaléria, ahol Vilmos német császárt koronázták meg 1871-ben és 1919-ben aláírták a versailles-i békeszerződést. |                      |

| | Vézère-völgyi festett barlangok |
| 1979 |                                 |
| Kulturális (I)(III) |                                 |
| Hivatkozás: 85 |                                 |
| A nagy területen, a völgy megközelítően 40 kilométeres szakaszán elhelyezkedő világörökségi helyszínhez 25 őskori festménnyel díszített barlang és 147, a pattintott kőkorszakból (paleolitikum) származó lelőhely tartozik. A legjelentősebb lelőhelyek Le Moustier, La Madeleine, Lascaux, és Crô Magnon egymáshoz közel, a Vézère-folyó partján emelkedő egyik dombon helyezkednek el. A lelőhelyeket a 19. és a 20. század folyamán fedezték fel, a leghíresebb helyszínt, a lascaux-i barlangot 1940-ben találták meg. A Crô Magnonnál feltárt öt késő őskőkorból származó csontváz alapján nevezték el a Homo sapiens egyik típusát cro-magnoni embernek. A lelőhelyek túlnyomó többsége etnológiai és antropológiai szempontból jelentős, de a barlangrajzok magas művészi színvonala komoly esztétikai élményt is nyújt. A Lascaux-i barlangban látható, realizmusra törekedő, élénk színekkel ábrázolt vadászjelenetek tizenötezer évvel ezelőtt készülhettek. A barlang állagmegóvási okokból nem látogatható, de tőle kétszáz méterre felépítették egy részének másolatát, ahol két termet, a Nagy Termet és a Festett Csarnokot reprodukálták. |                                 |

| | Vézelay, Szent Magdolna apátsági templom |
| 1979 |                                          |
| Kulturális (I)(VI) |                                          |
| Védett terület: 183 ha, puffer zóna: 18 373 ha, hivatkozás: 84 |                                          |
| Franciaország legnagyobb apátsági temploma a Mária Magdolnának szentelt román stílusban épült bazilika Vézelay óvárosa fölött egy dombtetőn áll. A 9. században egy ugyanezen a helyen álló korábbi templomban őrizték Mária Magdolna állítólagos ereklyéjét. A zarándokok folyamatosan növekvő száma miatt 1093-ban kezdték el építeni a ma is látható templomot. A keresztes háborúk idején Vézelay jelentős vallási központtá nőtte ki magát, népszerűségét fokozta, hogy a Santiago de Compostelába vezető zarándokutak egyike mellett áll. A templom egyik kiindulópontja volt a Szentföldre utazó kereszteseknek. Az épület egyes részei a román kori főhajónál lényegesen későbbiek. Művészileg legfontosabb díszítőeleme a főhajó és az előcsarnok között álló faragott bejárat, a román kori szobrászat egyik világhírű alkotása, míg a templom román kori boltozata a kor építészetének remeke. Az egyszerű belső tereket színes építőkövekkel díszítették. A templom körül fekvő Vézelay-domb a 12. században fontos keresztény központ volt, a köréje épült település lakosainak számát a kutatók 8-10 ezer főre becsülik. |                                          |

| | Notre-Dame-székesegyház (Amiens) |
| 1981, kisebb módosítás: 2013 |                                  |
| Kulturális (I)(II) |                                  |
| Védett terület: 1,54 ha, puffer zóna: 115 ha, hivatkozás: 162 |                                  |
| A Picardia régió fővárosában álló Notre Dame-katedrális az egyik legnagyobb 13. századi, gótikus stílusban épült székesegyház. A templom hatalmas méreteiről, valamint figurális díszítéseiről nevezetes és sértetlenül vészelte át a háborúkat. A háromhajós, bazilika szerkezetű épület alapterülete 7700 négyzetméter, hossza 145 méter, hosszházának magassága 42,3 méter. A jelenlegi épület helyén egy román stílusú templom állt, ami 1218-ban egy tűzvészben elpusztult. A mostani templom építését Évrard de Fouilloy püspök kezdeményezésére 1220-ban kezdték meg. A Robert de Luzarches tervei alapján épült templom főhajója 1245-re elkészült és a 13. század végére már állt az épület nagy része. 1292 és 1375 között a székesegyházat az oldalhajók támpillérei közé épített kápolnákkal bővítették. A nyugati homlokzatot három portál, két négyszögletes, csúcs nélküli torony és egy hangsúlyos rózsaablak díszíti. A portálok ívei alatt elhelyezkedő timpanonokon az Ó- és Újszövetségből vett jeleneteket ábrázoltak. |                                  |

| | Arles római kori és román stílusú műemlékei |
| 1981 |                                             |
| Kulturális (II)(IV) |                                             |
| Védett terület: 65 ha, hivatkozás: 164 |                                             |
| Az ókorban stratégiailag fontos helyen fekvő Arles legrégebbi római épületei az i. e. 1. században épültek. Közéjük tartozik az aréna, a színház és a fórum alatt kialakított folyosórendszer, amit feltehetően gabonatárolásra használtak. A 33 széksoros színház tízezer, míg az aréna húszezer ember befogadására volt képes. Utóbbi 136 méter széles és 107 méter hosszú, a legnagyobb ma is álló ókori aréna és egészen az 5. századig rendeztek benne gladiátorküzdelmeket és állatviadalokat. A település még a 4. században is virágzott, ebből a korból maradt fenn a Constantinus kori fürdő, ami eredetileg egy 200 méter hosszú palotához tartozott. A települést sírkertek vették körül, ezek közül a régészetileg legfontosabb a Les Alyscamps-temető, amely jó állapotban megmaradt szarkofágjaival betekintést enged a kor temetkezési szokásaiba. A város a 11. és a 12. században újra virágkorát élte, ekkor emelték jelentős román stílusú építményeit. Egész Provence egyik legfontosabb román kori műemléke, a falakon belül álló Saint Trophie-templom figyelemre méltó portáljával és kolostorával is ekkor épült. Szintén jelentős az 1040-ben alapított Saint Honorat-kolostor ami a Santiago de Compostelába vezető Szent Jakab-zarándokút egyik fontos állomása lett. |                                             |

| | Fontenayi ciszterci apátság |
| 1981, kisebb módosítás: 2007 |                             |
| Kulturális (IV) |                             |
| Védett terület: 5,77 ha, puffer zóna: 1 397 ha, hivatkozás: 165 |                             |
| A Burgundia északi részén fekvő apátságot Clairvaux-i Szent Bernát alapította 1119-ben. A templom építését 1130-ban kezdték meg és III. Jenő pápa szentelte fel 1147-ben. Ez Európa egyik legrégebbi cisztercita apátsága. A templom, a hozzátartozó kolostor, a refektórium, a hálóhelyiségek, a malom, a pékség és a vasműhely egy szigorúan zárt, jobbára díszítetlen egységet alkot. Az egyszerű és harmonikus épületegyüttest magas falak veszik körbe. A 12. század végéről származó kovácsműhely az egyik legrégebbi megmaradt ipari épület Franciaországban. Az apátsági templom eredetileg kizárólag a kolostori közösség hitéletét szolgálta, ezért a templomot és a dormitóriumot egy lépcsővel kötötték össze. Az épületegyüttest 13. a 15. és a 16. században többször is átalakították, A 18. században a régi épületek egy része helyén újakat emeltek, majd 1906-ban restaurálták de az apátság eredeti szerkezete ma is jól érzékelhető. Az 1970-es években újratelepítették az apátságot körülvevő kertet, virágokkal hangsúlyozták az épületeket. |                             |

| | Fontainebleau-i kastély és a kastélyt övező park |
| 1981 |                                                  |
| Kulturális (II)(VI) |                                                  |
| Védett terület: 144 ha, hivatkozás: 160 |                                                  |
| A Párizstól 60 kilométerre délre fekvő Fontainebleau a francia udvar egyik legfontosabb és legtekintélyesebb rezidenciája volt. Az erdőkkel és parkkal körülvett királyi lakhelyet az évszázadok során többször is átformálták, egy 12. századi, VII. Lajos idejében emelt vadászházból alakították át egy olasz és francia művészeti hatásokat ötvöző kastéllyá. Az átépítések során az eredeti épületnek csak egy tornya maradt meg. Az itt alkalmazott építészeti megoldások egész Európa művészetére hatással voltak. Az első átalakítást 1528-ban kezdték el, I. Ferenc király utasítására, aki Itáliából hívott meg művészeket. Az egymást követő építkezések egészen a 19. századig folytatódtak, az épületegyüttes csak ekkor nyerte el ma is látható formáját. Az öt belső udvarral rendelkező kastély legfontosabb részei a patkó alakú lépcsősor, a bálterem, a Diána galéria III. Napóleon könyvtárával, a Palota-kápolna és a klasszicista trónterem. Az épülethez partozó lépcsőzetes kertet a 17. században kezdték kialakítani André de Norte, tervei alapján. Jellegzetességei a formára nyesett bokrok és geometriai mintákat követő ösvényei. |                                                  |

| | Orange ókori római amfiteátruma és környezete, a "Orange-i diadalív" Orange-ban |
| 1981, kisebb módosítás: 2007 |                                                                                 |
| Kulturális (III)(VI) |                                                                                 |
| Védett terület: 9,45 ha, puffer zóna: 232 ha, hivatkozás: 163 |                                                                                 |
| Orange ókori színháza az egyik legjobb állapotban fennmaradt római kori színház, jellegzetessége a színpad és annak falai. Az 1. században épült 103 méter hosszú és 37 méter magas homlokzattal ellátott színház befogadóképessége tízezer fő volt. A falakat feltehetőleg márványtáblákkal borították és falmélyedéseket alakítottak ki bennük, ahova szobrokat helyeztek el. Miután a kereszténység lett a hivatalos vallás az épületet 391-ben császári parancsra bezárták, kiürítették, majd a barbár támadások alatt kifosztották. Később kőbányának használták, azután börtönné alakították át. 1825-ben elkezdték helyreállítani és helyi ünnepségeket szerveztek benne. A város északi részén álló diadalív, a tartományi diadalívek legszebb példája i. e. 25 körül készült el és a legjobb állapotban megmaradt római kori boltív egész Gallia területén. A városközpontot a Via Agrippával összekötő úton álló, a Pax Romanának emléket állító domborművekkel díszített építmény 20 méter széles, 18 méter magas |                                                                                 |

| | Arc-et-Senans királyi sólepárlója |
| 1982, kiterjesztés: 2009 |                                   |
| Kulturális (I)(II)(IV) |                                   |
| Védett terület: 10,48 ha, puffer zóna: 797,18 ha, hivatkozás: 203 |                                   |
| A régióban már 7000 évvel ezelőtt is folytattak sókitermelést, a helyszínhez tartozó sólepárló és sóbánya a só kelet-franciaországi bányászatának történetét szemlélteti. Az arc-et-senans-i királyi sóüzemet a 18. században létesítették aprólékosan kidolgozott tervek alapján. Az épületegyüttes XVI. Lajos uralma alatt készült el Claude-Nicolas Ledoux tervei után. A sólepárló félkör alakú, ami lehetővé tette a racionális munkaszervezést. Ez volt az ipari építészet első jelentős alkotása, az itt dolgozók hierarchikus viszonyait jól szemlélteti az igazgató fényűző háza. A létesítményt kettős, 21 kilométer hosszú csatornarendszer kötötte össze a salins-les-bains-i sóbányával amelyen naponta 135 ezer liter vizet szállítottak a feldolgozó üzembe. A vizet dézsákban párologtatták el, amelyeket éjjel-nappal melegítettek. Ebben a sóbányában már a középkorban is folyt a kitermelés a megmaradt épületek jelentős része raktár valamint a munkások lakóépületei. |                                   |

| | Saint-Savin-sur-Gartempe apátsági temploma |
| 1983, kisebb módosítások: 2007, 2015 |                                            |
| Kulturális (I)(III) |                                            |
| Védett terület: 1,61 ha, puffer zóna: 147,77 ha, hivatkozás: 230 |                                            |
| Saint-Savin-sur-Gartempe apátsági templomában maradt fenn Franciaország legjelentősebb román kori falfestményciklusa, ezért a templom a „romanika Sixtus-kápolnája” néven is ismert. Az arányosan tagolt épületet a 11. század végén emelték, a freskók a 11. és a 12. századból származnak. Az épület egyes részei, köztük a kripta egy korábbi, Karoling-kori templomból valók, amely egy vár mellett állt. Az erődítmény miatt az épületegyüttest elkerülték a viking támadások, ennek is köszönhető fennmaradása. A festmények a főhajó dongaboltozatán körülbelül 400 négyzetmétert foglalnak el, ezen kívül az emelt templomi karzatot, az előcsarnokot és a kriptát is freskókkal díszítették. A boltozaton jeleneteket ábrázolnak az Ószövetségből a teremtéstől a paradicsomból való kiűzetésig, a karzaton és az előcsarnokban Jézus életét és János jelenéseit mutatták be, míg a kriptát a szentek kevésbé kidolgozott képmásaival borították. A kiterjedt freskóciklusokkal az írástudatlan hívőknek igyekeztek megismertetni a Biblia tartalmát. A francia forradalom után a templom pusztulni kezdett, de nem érte komolyabb fosztogatás és károsodás. A 19. század közepe óta védelem alatt áll, falfestményeit 1970-ben restaurálták. |                                            |

| | Portói-öböl: Calanques de Piana, Girolata-öböl, Scandola Természetvédelmi Terület |
| 1983 |                                                                                   |
| Természeti (VII)(VIII)(X) |                                                                                   |
| Védett terület: 11,800 ha, puffer zóna: ha, hivatkozás: 258 |                                                                                   |
| A Korzika nyugati partjainál elterülő Scandola Nemzeti Rezervátum két öbölből és két félszigetből áll. A természetvédelmi terület egy nagyobb korzikai regionális park része. A táj jellegzetes elemei a kis szigetek, a finom homokkal borított tengerparti szakaszok, a nehezen megközelíthető tengeri barlangok és a magas sziklák. A félszigeteket jórészt természetes erdő borítja, valamint nagy területeken található rajtuk jellegzetes mediterrán bozótos és cserjés. Az itt élők hagyományos módszerekkel történő földművelő és legelőgazdálkodási tevékenységet folytatnak, a környék építészetének kiemelkedő darabjai jelentős erődrendszerek. A rezervátum állandóan itt élő és vándorló állatfajoknak egyaránt otthont ad, köztük a vándorsólyomnak, vészmadaraknak, sirályoknak, kormoránoknak és különböző sasféléknek. A sárga homokos partot eukaliptuszerdők szegélyezik, a tiszta tengerben számos halfaj parti és sekély vízi gerinctelen állat él. |                                                                                   |

| | Place Stanislas, Place de la Carrière és Place d'Alliance Nancyban |
| 1983, kisebb módosítás: 2016 |                                                                    |
| Kulturális (I)(IV) |                                                                    |
| Védett terület: 7 ha, puffer zóna: 159 ha, hivatkozás: 229 |                                                                    |
| A helyszínhez három, 1752 és 1755 között kialakított tér tartozik Nancy városban. Az építkezés I. Szaniszló lengyel király nevéhez fűződik, aki XV. Lajos apósa volt és miután elvesztette trónját Lotaringia grófja lett és Nancy-ben élt 1737-től 1766-ig. Nancy új főtere az Emmanuel Hér de Corny tervei alapján kialakított Place Stanislas lett, ami kapcsolatot teremtett az óváros és a délebbre kiépült új városrész között. A tér déli oldalán áll a gazdag belső díszítéssel és nagyméretű lépcsőházzal rendelkező városháza. A tértől északra fekszik a Place de Carriére, amit a 16. században kezdtek kialakítani, de csak Szaniszló idején fejezték be. Itt található az Igazságügyi palota és a Kereskedelmi Börze, amit szintén Héré tervei alapján építettek. Legutoljára a Place d'Alliance készült el, építését 1753-ban kezdték meg. Az építészcsapat sikeresen hozott létre olyan közösségi tereket, amik nem csak az uralkodó dicsőségét hirdették diadalívekkel, szobrokkal, szökőkutakkal és tekintélyes épületekkel, hanem funkcionálisan is megállták a helyüket. |                                                                    |

| | Pont du Gard ókori római kori vízvezeték |
| 1985, kisebb módosítás: 2007 |                                          |
| Kulturális (I)(III)(IV) |                                          |
| Védett terület: 0,32 ha, puffer zóna: 691 ha, hivatkozás: 334 |                                          |
| A Pont du Gard eredetileg egy körülbelül 50 kilométer hosszú római kori vízvezeték része volt, ami az Eure folyó forrásától Nîmes városáig vezetett. A háromszintes vízvezeték magassága a folyó felett majdnem eléri az 50 métert, hosszúsága 275 méter. Az alsó szinten 6, a középsőn 11 a legfelsőn 35 boltívet alakítottak ki, a vizet a legfelső szinten vezették. A becslések szerint a vezetéken naponta körülbelül 40 000 köbméter víz érkezett a városba. A teljes vízvezeték átlagos lejtése 34 centiméter/kilométer ezért a vezeték nem egyenes vonalon haladt, hogy ki tudják egyenlíteni a domborzati viszonyokat. A hidat a folyó mély völgye miatt kellett megépíteni. Mészkőtömbökből áll, habarcsot nem használtak hozzá. A legalsó szintbe beépített tömbök némelyike hat tonnás, a felső szint építéséhez jóval kisebb köveket használtak. A Pont du Gard a korai császárság egyik legjelentősebb építménye volt. A vízvezeték a 4. századtól egyre romosabbá vált, a középkorban hídként használták, majd a 18. században restaurálták. |                                          |

| | Strasbourg – Grande Île történelmi központ |
| 1988, kiterjesztés: 2017 |                                            |
| Kulturális (II)(IV) |                                            |
| Védett terület: 183 ha, puffer zóna: 708 ha, hivatkozás: 495 |                                            |
| Strasbourgban a Rajna-völgy több évszázados francia építészetének jelentős épületegyüttese található. Legfőbb eleme az egytornyú katedrális, amit 1050-ben kezdtek el építeni román stílusban. Az építkezés több évszázadon keresztül tartott, így az épületen a gótikus elemek dominálnak, főleg a nyugati homlokzaton. A templom jelentősen befolyásolta a német területek gótikus építészetének fejlődését. A teret ahol a katedrális áll ötemeletes favázas épületek veszik körül, köztük a déli kereszthatóval szemben álló, XV. Lajos korabeli stílusban épült Rohan palota, ami a család bíborosai és püspökei számára készült. A Hôtel de Ville, a mai Kereskedelmi Kamara 1585-ben épült. A város jelentős épületei a 16. és a 17. században kiépült tímárnegyed, valamint a fedett gyaloghidak, középületek, vendéglők, üzletek, műhelyek és elegáns városi kúriák. A hajdani megerősített császárváros védműveihez 80 torony tartozott, ezekből napjainkra négy maradt fenn. |                                            |

| | Notre-Dame székesegyház, Saint Remi kolostora és Palais du Tau, Reims |
| 1991 |                                                                       |
| Kulturális (I)(II)(VI) |                                                                       |
| Védett terület: 4,16 ha, hivatkozás: 601 |                                                                       |
| A reimsi Notre Dame-katedrális a 13. századi gótikus építészet egyik remekműve. Az 1211-ben elkezdett székesegyház volt a francia királyok koronázótemploma. A világörökségi helyszínhez három épületegyüttes tartozik, a Notre Dame-katedrális, a Palais du Tau (az érseki palota) és a Saint Remi -apátság és temploma. A katedrális jellegzetességei a nagyméretű nyílások a falban, a könnyedebb épületszerkezet, a nagy festett üvegablakoknak köszönhető világos belső tér, valamint a kifejező szobordíszítés. Az egyházi szertartásokban fontos szerepet játszó érseki palota 1500 körül épült majd a 17. században majdnem teljesen újjáépítették. A koronázások idején itt volt a francia királyok szálláshelye. A Saint Remi apátsági templom főhajója 9. századi, kórusa korai gótikus stílusban épült. Ablakai a 12. századból származnak. Itt található az első keresztény frank királyt, Klodvigot megkeresztelő Saint Remi érsek sírja is. A város évszázadokig a a katolikus egyház egyik franciaországi központja volt. |                                                                       |

| | A párizsi Szajna-part (a Pont de Sully és a Pont d'Iéna között) |
| 1991 |                                                                 |
| Kulturális (I)(II)(IV) |                                                                 |
| Védett terület: 365 ha, hivatkozás: 600 |                                                                 |
| A helyszínhez a Szajna-part Pont de Sully és a Pont d'Iéna szakasza tartozik páratlan építészeti és kulturális remekművekkel. A mai történelmi városközpont jelentős része a 16. és a 20. század között, de legfőképpen a 17. században alakult ki. A széles terek és sugárutak összessége a 19. század végén és a 20. század elején hatott más országok várostervezésére is. A folyót fokozatosan volták ellenőrzés alá, hidakat építettek, a két szigetet is összekapcsolták a parttal, szabályozták a folyómedret és rakpartokat alakítottak ki. A helyszín legfontosabb részei a Notre-Dame-székesegyház, a Sainte-Chapelle, a Conciergerie épülete, a Louvre a világ egyik leggazdagabb műgyűjteményével, a Musée d’Orsay, a Grand és Petit Palais, a Bourbon-palota, a Madeleine-templom, az Invalidusok palotája és temploma, a Mars-mező, a Katonai Akadémia, a Chaillot palota, az Eiffel-torony, a Malaquais- és Voltaire-rakpart. |                                                                 |

| | Bourges katedrálisa |
| 1992 |                     |
| Kulturális (I)(IV) |                     |
| Védett terület: 0,85 ha, puffer zóna: 105 ha, hivatkozás: 635 |                     |
| Bourges-ben Berry hercegeinek egykori városában a 12. század elején kezdték építeni a Szent Istvánnak szentelt katedrálist, a gótikus művészet egyik legszebb alkotását. Alakja bazilika jellegű, főhajóval és mellékhajókkal rendelkező öthajós épület. A kórus és az apszis 1195 és 1215 között, a hosszház és a főhomlokzat 1225 és 1260 között épült. Jellegzetessége egységes belső tere annak ellenére, hogy egyes részei még román stílusban épültek. Szobordíszítése bibliai témákat jelenít meg és Szent István életéhez kapcsolódó legendákat. A templom timpanonjai és bonyolult kialakítású 13. századi festett ólomüveg ablakai különösen feltűnőek. A nyugati homlokzat középső timpanonját az Utolsó ítéletet ábrázoló faragványok díszítik. A kórus alatti helyiséget 1195-ben létesítették, önálló templomként funkcionál. Művészileg jelentősek az északi és déli homlokzat ajtói is. A katedrális, bár egyes elemeit kicserélték építése óta keveset változott és ma is faszerkezetű házak veszik körül. |                     |

| | Avignon történelmi óvárosa: Pápai palota, Pont d’Avignon |
| 1995 |                                                          |
| Kulturális (I)(II)(IV) |                                                          |
| Védett terület: 8,2 ha, hivatkozás: 228 |                                                          |
| Avignon a 14. században a pápaság székhelye volt, jelentőségét a Pápai palota, a püspöki városnegyed és a kőhíd tanúsítja. A települést egy majdnem öt kilométer hosszú, védművekkel és őrtornyokkal tagolt fallal erősítették meg. Az 1334-ben elkezdett Pápai palota egyike a legjelentősebb gótikus stílusú palotáknak francia és itáliai művészek is dolgoztak rajta. A 18. század végén majdnem lebontották, majd a 19. században laktanyaként működött. Helyiségeinek egy részét liturgikus célokra használták, ma múzeumként működik. A palota mellett áll a Notre Dame des-Doms-katedrális egy román stílusú, 12. századi épület. A tér nyugati végén áll a Petit Palais, amit 1317-ben kezdtek építeni majd a 14-15 században többször is bővítettek, jelenleg múzeum működik benne. A Pont d'Avignon a Rhône folyó feletti híd (más néven Saint Bénézet-híd) a 12. században épült és egykor Európa egyik legfontosabb kőhídja volt. Eredeti hossza kilencszáz méter volt huszonkét ívvel, ebből egy áradás után mára csak négy ív maradt meg. |                                                          |

| | Canal du Midi |
| 1996 |               |
| Kulturális (I)(II)(IV)(VI) |               |
| Védett terület: 1 172 ha, puffer zóna: 2 014 ha, hivatkozás: 770 |               |
| A Canal du Midi egy mesterséges vízi út ami a Földközi-tenger térségét köti össze az Atlanti-óceánnal. Fő- és mellékcsatornákból, zsilipekből, hidakból, alagutakból álló rendszer. 350 kilométer hosszú, 1667 és 1681 között mindössze 14 év alatt készült el. A jelentős szintkülönbségeket (Toulouse környékén 63 méter, a Földközi-tenger felé 190 méter) zsiliprendszerekkel hidalták át. A csatornához tartozó építmények kialakításakor (például házak, zsilipek) nem csak funkcionalitásra törekedtek, hanem figyelembe vették a tájképre gyakorolt hatásukat is. Az építkezés legnehezebb részfeladata a Béziers közelében lévő 150 méter hosszú Malpas-alagút kialakítása volt ahol robbanóanyagot is alkalmaztak. A csatorna megépítése a 17. század legnagyobb és a modern történelem egyik leginkább figyelemre méltó mérnöki teljesítménye volt. Hatására egész Languedoc régió gyors fejlődésnek indult, a vasúti szállítás kezdetével azonban elvesztette jelentőségét. Jelenleg főleg turisztikai célokra hasznosítják. |               |

| | Carcassonne történelmi erődvárosa |
| 1997 |                                   |
| Kulturális (II)(IV) |                                   |
| Védett terület: 11 ha, puffer zóna: 1 358 ha, hivatkozás: 345 |                                   |
| Cité di Carcassonne egy kettős falgyűrűvel megerősített középkori erődváros, egyike Európa leglátványosabb ilyen jellegű településeinek. A hely már több ezer éve lakott még a kelták alapították. Falrendszerének legkorábbi elemei még a római korból származnak. A fal nyugati részén álló várat a 12. században építették. Legfontosabb egyházi épülete a Saint Nazaire-bazilika amelyet román stílusban kezdtek építeni a 12. század első felében, később a szentélyrészt már gótikus stílusban fejezték be. A külső erődfalat a 13. század vége felé kezdték kialakítani, leglátványosabb elemei a Narbonne-i kapu és a Régi híd. A település 1660 után (Pireneusi béke) elvesztette stratégiai jelentőségét és pusztulni kezdett. A 19. században le akarták bontani az akkorra már teljesen elszegényedett városközpontot. 1844-ben végül úgy határoztak, hogy megmentik és Viollet-le-Duc vezetésével megkezdték a helyreállítást, amelyet csak a 20. században fejeztek be. A történelmi városrész ma is lakott terület, népszerű turistalátványosság. |                                   |

| | Pireneusok – Mont Perdu/Monte Perdido |
| Franciaország és Spanyolország közös világörökségi helyszíne |                                       |
| 1997, kiterjesztés: 1999 |                                       |
| Kulturális (III)(IV)(V)(VII)(VIII) |                                       |
| Védett terület: 30.639 ha, hivatkozás: 773 |                                       |
| A két ország határán elterülő hegyvidék legmagasabb csúcsa a 3353 méter magas Mount Perdou. A körülötte elterülő különleges szépségű hegyvidéken látványos geológiai képződmények találhatók. A helyszínhez kezdetben a spanyolországi Ordesa y Monte Perdido Nemzeti Park és a franciaországi Pireneusok Nemzeti park egy-egy része tartozott, később (1999-ben) kiegészült Gédre francia településsel is. A vidék fő jellegzetességei a francia oldalon található három cirkuszvölgy (félkör alakú, színházhoz hasonlító völgy) és spanyol részen két szurdok, Európa legmélyebb szurdokai. A térség sokszínű élővilágát a tengerek közelségének és a hegyvidéki klíma együttesének köszönheti és annak, hogy a területen viszonylag kicsi az emberi tevékenység. Az itt élők évszázadokon keresztül pásztorkodó legeltető állattartásból éltek, a hegyi falvakon és tanyákon a modern életforma ma is viszonylag keveset változtatott. |                                       |

| | Lyon óvárosa |
| 1998 |              |
| Kulturális (II)(IV) |              |
| Védett terület: 427 ha, puffer zóna: 323 ha, hivatkozás: 872 |              |
| A Saône és a Rhône folyók összefolyásánál fekvő települést a rómaiak alapították az i. e. 1. században. Ennek a kornak az emléke a Fourviére-dombon álló 1. századi amfiteátrum. Később textiliparának köszönhetően Európa egyik legnépesebb városa lett és itt alapították a 16. század elején az ország első értékpapírtőzsdéjét. A 16. században a város tervszerű terjeszkedésnek indult, a folyamat a 18-19. században felgyorsult. A középkori városrész legfontosabb épülete a 12-15. század között épült Szent János-katedrális, benne egy 14. századi csillagászati órával. A város központja a Bellecour-tér, közepén XIV. Lajos lovasszobrával. A művészetek palotáját egy bencés kolostorból alakították ki. Lyon jelentős épülete Saint Martin-d'Ainay 12. századi temploma. A 19. század építészetének kiemelkedő emléke a Notre Dame de Fourviére-bazilika a Saône partján magasodó dombtetőn áll. A városháza, amelynek homlokzatát Jules Hardouin Mansart tervezte a Place des Terreaux téren áll látványos szökőkutak mellett. |              |

| | A Santiago de Compostelába vezető zarándokút franciaországi szakasza |
| 1998 |                                                                      |
| Kulturális (II)(IV)(VI) |                                                                      |
| Védett terület: 97,21 ha, hivatkozás: 868 |                                                                      |
| Franciaországból négy zarándokút vezetett Santiago de Compostela irányába. Az útvonalak mellett jelentős templomok épültek, amelyek az idők során értékes ereklyéket szereztek meg és maguk is jelentős zarándokhelyekké váltak. A templomok jelentős része román kori épület, a zarándoklat nagy szerepet játszott a román stílus fejlődésében. A Via Turonensis Párizsban kezdődik és a Tours, Poitiers, Bordeaux útvonalon halad. A másik három Vézelay-ből, Le Puy-ből és Arles-ból indul, a spanyolországi Puente la Reina-ban egyesül és Camino Francés néven halad tovább. A zarándoklatok fellendítették az út melletti pihenőállomások világi építészetét is. Az útvonalak legfontosabb egyházi építészeti együttesei Párizs, Tours, Orléans, Poitiers, Bordeaux, Limoges, Moissac, Conques, Toulouse, Cahors, Arles, Saint-Gilles városokban találhatók. |                                                                      |

| | Belgium és Franciaország középkori harangtornyai |
| Belgium és Franciaország közös világörökségi helyszíne |                                                  |
| 1999, kiterjesztés: 2005 |                                                  |
| Kulturális (II)(IV) |                                                  |
| Hivatkozás: 943 |                                                  |
| Franciaországban és Németalföldön az egyre befolyásosabb polgárság a középkorban hivalkodó harangtornyok építésével hirdette hatalmát. A helyi földesurak városi tornyai és az egyház fennhatóságát jelképező templomtornyokkal szemben ezek a városi polgárság egyfajta öntudatát fejezték ki, majd az évszázadok során a kereskedővárosok gazdagságának és befolyásának szimbólumai lettek, a feudalizmus és a kora újkor közti átmenet jelképei. Jelentős tornyok állnak Kortrijk, Mechelen, Antwerpen városokban, Tongerenben és Leuvenben a főtemplomok tornyaiban városi jelzőharangok is vannak, Aalst városházája mellett pedig a 13. század első harmadából való torony áll. Még régebbi Tournai harangtornya, ami 1187-ben épült. 1999-ben Flandria és Vallónia 32 tornya került fel a listára, ezt követte 2005-ben Gembloux harangtornya a Vallon-régióból és a Franciaország északkeleti részében fekvő Nord-Pas-de-Calais és Picardie tartományok 23 harangtornya. |                                                  |

| | Saint-Émilion hegyközség |
| 1999 |                          |
| Kulturális (III)(IV) |                          |
| Védett terület: 7 847 ha, puffer zóna: 5 101 ha, hivatkozás: 932 |                          |
| A világörökségi helyszínhez Saint-Émilion mellett még hét kisebb település tartozik. A Santiago de Compostelába vezető egyik zarándokút közelében fekvő térség ma is működő borvidék. A területen a rómaiak honosították meg a szőlőtermesztést ami a középkorban is jelentős bevételt biztosított az itt élőknek. A 18. századtól kiváló bortermelő körzetként tartották számon, a 19. század végén itt alapították meg szőlősgazdák első érdekvédelmi szervezetét. Maga a település a 8. században kezdett kialakulni egy Emilion nevű szerzetes remetelaka körül. A város történelmi épületei közül a legfontosabbak a remete sírja közelében épült sziklatemplom az Église Monolithe, a 13. századi Szentháromság-kápolna, és egy szintén középkori kolostor. A városnak egy időben törvényszéki jogcíme is volt, ezt a 12. századi angol uralom idején nyerte el. |                          |

| | A Loire-völgye Sully-sur-Loire és Chalonnes közt |
| 2000, kisebb módosítás: 2017 |                                                  |
| Kulturális (I)(II)(IV) |                                                  |
| Védett terület: 86 021 ha, puffer zóna: 213 481 ha, hivatkozás: 933 |                                                  |
| A helyszínhez a Loire-völgyének egy körülbelül kétszáz kilométeres szakasza tartozik. Az első településeket rómaiak alapították, az első nagyobb fellendülés a 4. században következett be. Később a Karoling- és Capeting-ház is kötődött a térséghez és itt található a Plantagenet-királyok temetkezési helye is. Jelentősek középkori műemlékei például a Germiny-des-Prés-templom és a Fontevraud-apátság. A százéves háborúban ütközőzóna volt, ekkor masszív erődök épültek a területen, később ezeket építették át a ma is látható kastélyokká főleg I. Ferenc uralkodása idején. A 17-18. században a kereskedelemnek és a manufaktúráknak köszönhetően a környék felvirágzott és a 19. századtól egyre többen látogatták meg turistaként. A térség leghíresebb kastélyai a Chenonceau, Chambord kastélya, valamint Blois, Amboise, Sully-sur-Loire kastélyai. Jelentősek egyházi építményei is, például Orléans székesegyháza és az Angers városban található Szent Móric-katedrális. Az évszázadok során számos áradás pusztított a környéken, ez ma is veszélyt jelent az épületekre. |                                                  |

| | Provins |
| 2001 |         |
| Kulturális (II)(IV) |         |
| Védett terület: 108 ha, puffer zóna: 1 365 ha, hivatkozás: 873 |         |
| A Párizs és Troyes között található Provins az Észak-Európát a Földközi-tengerrel összekötő egykori kereskedelmi utak mellett fekszik. A középkorban nemzetközi vásárvárossá fejlődött, az itt zajló események közül a posztó- és bőrvásárok voltak a legismertebbek. Jelentős rózsatermelő központ is volt. A településen kilenc fontosabb és tizenegy kevésbé jelentős útvonal haladt át és egyike volt a champagne-i grófság négy vásárjoggal rendelkező városának. Gyakorlatilag egész Provins a vásárok kiszolgálására szakosodott. A 12-13. században virágzó település megőrizte eredeti városszerkezetét. Jellegzetessége számos épülete alatt húzódó pincerendszere a 12-14. századból. Fontos emlékek román kori templomai is, a dézsmagyűjtő hombár a 13. századból (ami egyben fedett vásártér is volt), a 17. században tetővel lefedett háromszintes Tour de César a 12. századból. A városközponton kívül a helyszínhez tartoznak még Provins védművei és városkapui is. |         |

| | Le Havre, Auguste Perret által újjáépített része |
| 2005 |                                                  |
| Kulturális (II)(IV) |                                                  |
| Védett terület: 133 ha, puffer zóna: 114 ha, hivatkozás: 1181 |                                                  |
| Le Havre városát a második világháborúban 1944-ben egy bombázás során szinte teljesen elpusztították. Az újjáépítés 1946 és 1964 között zajlott Auguste Perret vezetésével. Az új városban meghagyták a néhány régi épületet és a modern várostervezéssel és építéstechnikával újjáépített településen a régi városszerkezet is felismerhető. Le Havre alaprajza 100 x 100 méteres négyzetrács mintát követ, az épületeket előregyártott szabvány betonelemekből építették meg és majdnem harmadára csökkentették az egy hektárra jutó népsűrűséget. A tágasabb városszerkezet kialakításakor állami bérlakásokat építettek és kihasználták a beton által nyújtott lehetőségeket. Az összkép ennek ellenére sem monoton. Leglátványosabb része a városháza egy tizennyolc emeletes toronnyal, valamint közigazgatási, kereskedelmi és kulturális központja. Jelentős építészeti alkotása a szintén modern Szent János-templom és a vásárcsarnok is. |                                                  |

| | Port de la Lune, Bordeaux |
| 2007 |                           |
| Kulturális (II)(IV) |                           |
| Védett terület: 1 731 ha, puffer zóna: 11 974 ha, hivatkozás: 1256 |                           |
| A helyszínez Bordeaux történelmi kikötőjének városrésze tartozik, Párizst kivéve itt található az ország legtöbb felvilágosodás kori épületegyüttese. A terület több ezer éve lakott, már a római korban is kikötőként hasznosították. Legfontosabb áruja a bor volt amiről a környék ma is híres. Már a 12. századra fontos kereskedelmi és kulturális központtá fejlődött, és a 18. század elejéig megmaradt középkori arculata. Ekkor nagyszabású átalakításokba fogtak, 1730-től kezdték építeni a Place de la Bourse épületegyüttesét. A 18. század közepén Tournay márkija nagy szerepet játszott az újjáépítésben. A munkálatok még a 19. század közepén is folytak. A régi kikötőt változatlanul hagyták de átépítették a középkori városkapukat, felújították a Garrone folyóra néző épületek homlokzatát stb. A városképek kivételes építészeti egység jellemzi, a klasszicista városépítészet egyik kiemelkedő alkotása. |                           |

| | Vauban által tervezett erődítmények |
| 2008 |                                     |
| Kulturális (I)(II)(IV) |                                     |
| Védett terület: 1 153,16 ha, puffer zóna: 4 341 ha, hivatkozás: 1283 |                                     |
| A helyszínhez a Sébastien Le Prestre de Vauban által tervezett erődök közül tizenkettő tartozik, ezek Franciaország határvidékein állnak. Vauban korának leghíresebb hadmérnöke volt, harminchárom erődöt, százhatvannál több lőréses oromzatot tervezett, ezen kívül városfalak és őrtornyok építése is köthető hozzá. Az egyes erődök tökéletesen alkalmazkodnak környezetükhöz a legnehezebb terepen is, legyen az tengerpart, folyópart vagy hegyvidék. Az épületek szerkezete klasszikus bástyaerőd, kialakításukkor a használhatóság volt a fő szempont. Arras, Besançon, Cussac-Fort-Médoc, Briançon, Camaret-sur-Mer, Longwy, Mont-Dauphin, Mont-Louis, Neuf-Brisach, Saint-Martin-de-Ré, Saint-Vaast-la-Hougue, Saint-Vaast-la-Hougue, Villefranche-de-Conflent erődjei kerültek fel a listára. Az építményeket egész Európában, sőt még a Közel-Keleten is mintának tekintették és jelentősen hozzájárultak a városépítészet fejlődéséhez. |                                     |

| | Új-Kaledónia lagúnái |
| 2008 |                      |
| Természeti (VII)(IX)(X) |                      |
| Védett terület: 1 574 300 ha, puffer zóna: 1 287 100 ha, hivatkozás: 1115 |                      |
| Az új-kaledóniai szigetvilág partjainál találhatók a világ egyik legszebbnek tartott korallzátonyai. Földrajzi értelemben Melanéziához tartozik, politikailag Franciaország része, tengerentúli területe. A szigetek kiterjedése összesen 18 600 négyzetkilométer, ebből a helyszínhez megközelítőleg 16 000 négyzetkilométer tartozik, amelyben hat ökoszisztéma található. A változatos alakú zátonyokon kivételesen sokféle korall hal és más tengeri állat él és magas a ragadozók (cápák, barrakudák) száma is. Kiterjedését tekintve második az ausztráliai Nagy-korallzátony után. A védett állatok közül itt található a világ harmadik legnagyobb dugongállománya és más veszélyeztetett állatfajok is, teknősök, halak, emlősök. A lagúnák jórészt érintetlenek, ezen kívül jelentős kövületlelőhelyek is. A térség jellegzetességei a szigetek erdővel borított hegyei valamint a különleges szépségű óceáni táj. |                      |

| | Albi |
| 2010 |      |
| Kulturális (IV)(V) |      |
| Védett terület: 19,47 ha, puffer zóna: 64,09 ha, hivatkozás: 1337 |      |
| A Toulouse-tól 80 kilométerre lévő, a Tarn folyó partján álló Albi városközpontja a kora újkortól kezdve keveset változott. A városképet a Sainte Cecile-székesegyház és a püspöki palota hatalmas tégla épülettömbjei uralják. Albi már a 10-11. században fejlődésnek indult, megépült a híd a folyón és kialakult a Saint Salvi-negyed azonos nevű templomával, de igazán csak az albigensek elleni keresztes hadjárat után lett befolyásos székhely. A székesegyházat a 13. század végén kezdték építeni. A 15. század végén befejezett templom egyike a világ legnagyobb téglatemplomainak, óriási méretei a katolikus egyház hatalmát jelképezik. A püspöki palota, a Palais de la Berbie a folyó mellett áll, eredetileg erődnek szánták, jelenleg a Henri de Toulouse-Lautrec múzeum működik benne. A palota kertjét a 17. században alakították ki. A két épületegyüttes a érett középkori építészet remekműve. Albi teljes történelmi negyedét téglaépületek alkotják, a városnegyedek egységesek és csaknem teljesen megőrizték eredeti formájukat. |      |

| | Réunion vulkáni kúpjai, völgyei és sziklafalai |
| 2010 |                                                |
| Természeti (VII)(X) |                                                |
| Védett terület: 105 838 ha, puffer zóna: 11 729 ha, hivatkozás: 1317 |                                                |
| Az Indiai-óceánban, Madagaszkártól keletre fekvő Réunion-sziget Franciaország tengerentúli területe. A sziget körülbelül kétmillió évvel ezelőtt emelkedett ki az óceánból, két egymáshoz kapcsolódó vulkáni masszívumból jött létre. A helyszínhez a 2007-ben alapított La Réunion Nemzeti Park központi része tartozik, egy több mint ezer négyzetkilométeres terület, a sziget körülbelül 40 százaléka. A védett terület fő elemei három cirkuszvölgy, az alvó Piton des Neigres és az aktív Piton de la Fournaise vulkánok. A táj változatos, szubtrópusi esőerdőkből, felhőerdőkből, meredek hegyoldalakból, pusztaságokból, erdős szurdokokból, medencékből, és egy hegyi tóból áll. A különböző élettereken eddig több mint nyolcszáz őshonos növényfajt azonosítottak. |                                                |

| | Történelem előtti cölöpházak az Alpok közelében |
| Ausztria, Franciaország, Németország, Olaszország, Svájc és Szlovénia közös világörökségi helyszíne |                                                 |
| 2011 |                                                 |
| Kulturális (IV)(V) |                                                 |
| Védett terület: 274,2 ha, puffer zóna: 3 960,77 ha, hivatkozás: 1363 |                                                 |
| A helyszín az Alpok térségében, hat országban 111 különböző helyen álló, i. e. 5000 és i. e. 500 között épült cölöpház maradványaiból áll. A házakat mocsarak, tópartok, folyópartok mellett tárták fel, tervszerű ásatásokat csak a lelőhelyek kis részén végeztek. A nedves környezet megőrizte a lebomló anyagokat is, így a kutatók dendrokronológiai módszerrel pontos datálásokat végezhettek. Az ásatások során előkerült leletek mintegy harminc különböző kultúrához köthetők és képet adnak az korai európai földművelők életéről és társadalmáról, földművelési, állattenyésztési, fémfeldolgozási technikáiról, valamint azok fejlődéséről. Ezen kívül nyomon követhetővé vált az Alpokon keresztül folytatott kereskedelmi tevékenység is, ahol főleg kovakő, arany, agyagedények, textilek és kagylóhéjak cseréltek gazdát. A szállítóeszközök közül i. e. 3400 körülre datálható szekérmaradványokat tártak fel, ezek az eddig ismertek közül legkorábbiak közé tartoznak. |                                                 |

| | Causses és Cévennes |
| 2011 |                     |
| Kulturális (III)(V) |                     |
| Védett terület: 302 319 ha, puffer zóna: 312 425 ha, hivatkozás: 1153 |                     |
| A kultúrtáj megközelítőleg háromszázezer hektáron terül el Franciaország délkeleti részén, ahol már háromezer évvel ezelőtt is folytattak nomád pásztorkodó életmódot. Causses és Cévennes területén a föld nem tudott nagyvárosokat ellátni élelemmel, viszont állattenyésztésre alkalmas volt. Napjainkban a térségben főleg juhokat tenyésztenek. A középkorban a környékbeli települések fejlődésnek indultak valamint új tényezőként megjelentek az egyházi intézmények, a nagy befolyással bíró apátságok. Ekkor alakultak ki azok a tulajdonszerkezetek, amelyek a mai napig éreztetik hatásukat. A kultúrtájon főleg megtalálható az összes pásztorkodási forma amely jellemző a mediterrán térségre. Jelenleg csak a terület egyes részein folytatnak legeltetést, a nyájak korábbi vonulási útvonalainak csak egy részét használják, és a korábban nélkülözhetetlen vízelvezető rendszernek is csak viszonylag kis hányadát tartják karban |                     |

| | Nord-Pas-de-Calais bányavidéke |
| 2012 |                                |
| Kulturális (II)(IV)(VI) |                                |
| Védett terület: 3 943 ha, puffer zóna: 18 804 ha, hivatkozás: 1360 |                                |
| A bánya és a környező területek a két évszázadig tartó szénkitermelés emlékei. A teljes medence amiben a bányavidék fekszik 120 kilométer hosszú, a szénkitermelés a 18. század végétől a 20. század utolsó negyedéig tartott és rengeteg munkást foglalkoztatott. A helyszín összesen 109 különböző létesítményből áll, ezek több mint 120 000 hektáron szóródnak szét. Vannak közöttük bányászaknák (a legrégebbi 1850-ből való), liftszerkezetek, meddőhányók (ezek némelyike 90 hektárt is elfoglal és 140 méter magas is lehet), a szénszállító infrastruktúra egyes részei és vasútállomások is. Szintén a helyszín részei a munkásoknak épült bányászfalvak bennük iskolákkal, egyházi építményekkel, egészségügyi és közösségi létesítményekkel, városházákkal, a tulajdonosok és az intézők házaival és a bánya történetéhez kapcsolódó emlékhelyekkel. A 19. századtól ezeket a településeket úgy igyekeztek kialakítani hogy mintaként szolgáljanak hasonló létesítményeknek. A bányavidék egész Európa ipartörténetében jelentős szerepet tölt be. A fennmaradt elemek jó állapotban vannak, a terület meglehetősen homogén képet mutat. |                                |

| | Chauvet-barlang |
| 2014 |                 |
| Kulturális (I)(III) |                 |
| Védett terület: 9 ha, puffer zóna: 1 353 ha, hivatkozás: 1426 |                 |
| Dél-Franciaországban az Ardèche folyó partjánál fekvő mészkő fennsíkon található barlangban fedezték fel az eddig ismert legkorábbi és nagyon jó állapotban megőrződött figurális ábrázolásokat. A barlangfestményeket az Aurignaci korra datálják i. e. 30000 és 32000 közé. Körülbelül i. e 20000-ben a barlang bejáratát egy kőomlás zárta le és zárva is maradt 1994-es felfedezéséig ennek köszönhető a falképek jelenlegi állapota. A falakon eddig mintegy ezer állatot és emberi tulajdonságokat mutató képet dokumentáltak. A rendkívül magas művészi színvonalat képviselő alkotások többféle technikával készültek, időnként a festett képeket vésetekkel kombinálták. Az ábrázolásokra fejlett árnyékolási technika anatómiai pontosság, a mozgás és a térhatás megjelenítése jellemző. Az állatábrázolások között megtalálható a mamut, a medve, a barlangi oroszlán, az orrszarvú és a bölény is. A lelőhelyen ezen kívül mintegy négyezer növénymaradványt valamint őskori lábnyomokat tártak fel. |                 |

| | Champagne borrégió |
| 2015 |                    |
| Kulturális (III)(IV)(VI) |                    |
| Védett terület: 1 101,72 ha, puffer zóna: 4 251,16 ha, hivatkozás: 1465 |                    |
| A helyszínhez azok a területek tartoznak ahol a 17. század elején kifejlesztették a habzóbor készítésének technikáját és ahol ipari méretekben kezdték gyártani a 19. században. Három fő részből áll, a szőlővel beültetett domboldalakból, a konkrét gyártási helyekből (pincékkel együtt), és az értékesítési pontokból (házakból). A pezsgőt a 18. századtól kezdve exportálták a világ minden tájára. A fellendülő kereskedelem újfajta várostervezést igényelt, ahol gyakorlati szempontok mellett meg kellett oldani az áruk bemutatását is. Új körzetek épültek ki a gyártási és értékesítési helyek körül ahonnan elérhetőek voltak az ültetvények és a kereskedelmi utak is. Ezek a települések eredeti határaikon belül jó állapotban maradtak meg, a táj viszonylag keveset változott és az épített örökség is nagyrészt fennmaradt. A pincéket jelenleg is használják. A térség története és fejlődése a nagyszámú fennmaradt dokumentum alapján jól rekonstruálható. |                    |

| | Climats, Burgundia |
| 2015 |                    |
| Kulturális (III)(V) |                    |
| Védett terület: 13 219 ha, puffer zóna: 50 011 ha, hivatkozás: 1425 |                    |
| A Climats pontosan kimért szőlőparcellák Dijon városától délre egy lejtős területen, Côte de Nuits és Côte de Beaune településeknél. Geológiai viszonyaikban és az itt termelt szőlőfajtákban különböznek egymástól. A kultúrtáj két nagyobb részből áll, az egyik a szőlősök, a hozzájuk tartozó feldolgozó létesítmények amik tükrözik a termelés volumenét, a másik rész Dijon óvárosa a politikai központtal ami lehetővé tette a parcellák kialakítását és a termelést a középkor óta. A középkorban a szőlőművelés a benedek-rendi és cisztercita szerzetesek valamint a Valois hercegek ellenőrzése alatt állt, az itt készült bor a legmagasabb minőséget képviselte. Összesen 1247 climat parcellát jelöltek ki alkalmazkodva a terepviszonyokhoz. A legtöbb parcella a ma napig felismerhető, határaikat utak, kőfalak, kerítések jelölik. A terület az A6 autópálya közelsége és az itt folyó építkezések ellenére nagyrészt meg tudta őrizni integritását. |                    |

| | Le Corbusier építészeti munkái |
| Argentína, Belgium, Franciaország, Németország, India, Japán és Svájc közös világörökségi helyszíne |                                |
| 2016 |                                |
| Kulturális (I)(II)(VI) |                                |
| Védett terület: 99 ha, puffer zóna: 1410 ha, hivatkozás: 1321 |                                |
| A világörökségi helyszínhez Le Corbusier 17 épülete tartozik, amelyek hét országban, Argentínában, Belgiumban, Franciaországban, Németországban, Indiában, Japánban és Svájcban találhatók. A kiválasztott épületeket új elgondolások alapján emelték, komoly hatást gyakoroltak távolabbi környezetük építészetére is és globálisan terjesztették a modern mozgalom eszméit. Az 1910-es és az 1960-as évek között épültek, modernizálták az építési technikákat és alkalmazkodtak a 20. századi igényekhez. Néhány épület nem sokkal elkészülése után világhírnévre tett szert, köztük a Villa Savoye a mozgalom egyik jelképe, a Unité d’Habitation a modern lakóházak prototípusa, és a ronchampi Magasságos Miasszonyunk-kápolna az egyházi építészet forradalmi megközelítése miatt. |                                |

| | Taputapuātea |
| 2017 |              |
| Kulturális (III)(IV)(VI) |              |
| Védett terület: 2 124 ha, puffer zóna: 3 363 ha, hivatkozás: 1529 |              |
| Taputapuātea Raiatea szigetén fekszik Francia Polinéziában. A sziget a Polinéziai Háromszög közepén található, ami egy nagyméretű óceáni térség több kisebb szigettel. Ez az utolsó hely a Földön, ahol az ember megtelepedett. A világörökségi helyszínhez két erdővel borított völgy, a lagúnának egy része, a mellette lévő korallzátony és egy kisebb óceáni terület tartozik. Központjában található Taputapuātea, egy politikai és szertartási központ, valamint temetkezőhely. Jellegzetes eleme egy nagyméretű kővel borított udvar, közepén egy álló kővel. A polinéz szigetvilágban elterjedtek az ehhez hasonló szakrális helyek, ahol az élők "kapcsolatba lépnek" az ősök világával. Ez a szakrális központ a polinéz kultúra ezer éves fejlődéséről tanúskodik. |              |

| | Chaîne des Puys |
| 2018 |                 |
| Természeti (VIII) |                 |
| Védett terület: 24 223 ha, puffer zóna: 16 307 ha, hivatkozás: 1434 |                 |
| A Franciaország központi részén kialakult Limagne törésvonal a Nyugat-európai hasadék egy része. Az Alpok kialakulása után keletkezett körülbelül 35 millió évvel ezelőtt. A kéreglemezek feldarabolódása több ezer kilométer hosszú törésvonalakat is kialakíthatnak. A világörökségi helyszínez tartozó terület határait úgy jelölték ki, hogy a folyamat valamennyi eleme felismerhető legyen és egymáshoz viszonylag közel helyezkedjenek el. A 24 223 hektáros (és 16 307 hektár puffer zóna) helyszínez a leglátványosabb természeti elemek tartoznak, a hosszú Limagne törésvonal, a Chaîne des Puys vulkán és a kiemelkedő Montague de la Serre. Együtt jelképezik azt a folyamatot amelynek során a kontinentális tábla eltörik, a törés vonalában beroskad, ettől az alatta fekvő magma felemelkedik és ennek következtében a földfelszín is magasabbra emelkedik. Ez a folyamat a földtörténet egyik alapvető eleme. |                 |

| | Francia déli és antarktiszi területek |
| 2019 |                                       |
| Természeti (VII)(IX)(X) |                                       |
| Védett terület: 67 296 900 ha, hivatkozás: 1603 |                                       |
| A Francia déli és antarktiszi földekhez és tengerekhez tartozik az Indiai-óceán déli részén kiemelkedő ritka szigetek legnagyobb csoportja a Crozet szigetvilág, a Kerguelen-szigetek, a Szent Pál és Amszterdam-szigetek, valamint hatvan kisebb szubantarktikus sziget. Ez az „oázis” a déli óceán közepén több mint 67 millió hektár kiterjedésű, és a világ egyik olyan helye ahol a madarak és a tengeri emlősök a legnagyobb egyedszámban fordulnak elő. Itt él a világ legnagyobb királypingvin és sárgaorrú albatrosz populációja is. A szigetek nagyon távol esnek az emberi tevékenység központjaitól, ennek köszönhetően az evolúció egy nagyon jól megőrzött területen tanulmányozható, és ideális terep más tudományos kutatások számára is. |                                       |

| | A Kárpátok és más európai régiók ősbükkösei |
| Albánia, Ausztria, Belgium, Bosznia-Hercegovina, Bulgária, Csehország, Észak-Macedónia, Franciaország, Horvátország, Lengyelország, Németország, Olaszország, Románia, Spanyolország, Svájc, Szlovákia, Szlovénia és Ukrajna közös világörökségi helyszíne |                                             |
| 2007, 2011, 2017, 2021 (franciaországi területek) |                                             |
| Természeti (IX) |                                             |
| Védett terület: 98 125 ha, puffer zóna: 294 716 ha, hivatkozás: 1133 |                                             |
| Ez a határokon átnyúló, többször kiterjesztett helyszín Európa legnagyobb kiterjedésű ősbükköse, jelenleg 18 ország közös világörökségi helyszíne és összesen 94 védett területből áll. Kezdetben az Északkeleti-Kárpátok déli lejtőin, Szlovákia keleti részén és Ukrajnában található védett területhez összesen 10 természetvédelmi körzet tartozott, ezek közül hat Ukrajnában négy pedig Szlovákiában található. Ezek a védett területek egy 185 kilométer hosszú tengelyen fekszenek, tengerszint feletti magasságuk 210 és 1700 méter között váltakozik. A teljes védett övezet eredetileg háromszáz négyzetkilométert foglalt el, majd 2011-ben a helyszínt öt újabb, Németországban található bükkerdővel egészítették ki. A következő kiterjesztés óta, 2017-től a helyszínhez tartoznak mediterrán területek, az Alpok, a Dinári-hegység és a Pireneusok ősbükkösei is. Az utolsó, 2021-es kiterjesztés során bosznia-hercegovinai, csehországi, észak-macedóniai, franciaországi, lengyelországi és svájci bükkösök kerültek a világörökségi listára. Az ősbükkösöben találhatók a világ legmagasabb és legöregebb bükkfái, és megfigyelhető a bükkerdők fejlődésének valamennyi fázisa. A Kárpátokban őshonos bükkfa a Dinári-hegység mellett csak ezeken a területeken vészelte át a jégkorszakot, majd egy rövid, néhány ezer éves időszak alatt elterjedt az egész kontinensen. Az őserdők a bükkfák felbecsülhetetlen értékű genetikai tárházai. A fák mellett található ökoszisztéma magán viseli a jégkorszak utáni élővilág valamennyi jellegzetességét, gazdag növény és állatvilágnak, köztük több védett fajnak nyújt életteret. |                                             |

| | Európa nagy fürdővárosai |
| Ausztria, Belgium, Csehország, az Egyesült Királyság, Franciaország, Németország, Olaszország közös világörökségi helyszíne |                          |
| 2021 |                          |
| Kulturális (II) (III) |                          |
| Védett terület: 7014 ha, puffer zóna: 11 319 ha, hivatkozás: 1613 |                          |
| A világörökségi helyszínhez összesen tizenegy fürdőváros tartozik, amelyek hét országban találhatók: Baden bei Wien (Ausztria), Spa (Belgium), Františkovy Lázně, Karlovy Vary és Mariánské Lázně (Csehország), Vichy (Franciaország), Bad Ems, Baden-Baden és Bad Kissingen (Németország), Montecatini Terme (Olaszország) és Bath (Egyesült Királyság). Mindegyik fürdőváros nagy ásványtartalmú és vízhozamú forrás(ok) körül épült ki, városképüket meghatározza a 19. század elejétől fellendülő és az 1930-as évekig folyamatosan fejlődő európai fürdőkultúra. A források közelébe terápiás célra hasznosított épületeket, nagyméretű szállodákat, szivattyúállomásokat, ivótermeket, medencéket építettek, a vizet összetett rendszereken keresztül (pl. alagutak segítségével) vezették el. Kiegészítő és rekreációs célra kerteket hoztak létre, kaszinókat, színházakat, villákat, találkozóhelyeket építettek, valamint kialakították a fürdők üzemeltetéséhez szükséges infrastruktúrát is. A fürdőközpontok létrehozásakor ügyeltek arra is, hogy az épületegyüttesek harmonikusan illeszkedjenek a városképbe és a környező tájba. A fürdővárosok az orvostudomány, más természettudományok, valamint a balneológia fejlődésének és egymással való szorosabb kapcsolatának bizonyítékai és fontos helyszínei. |                          |

| | Cordouani világítótorony |
| 2021 |                          |
| Kulturális (I)(IV) |                          |
| Védett terület: 17 015 ha, puffer zóna: 83 880 ha, hivatkozás: 1625 |                          |
| A világítótorony egy sekély sziklás fennsíkon fekszik az Atlanti-óceánban, közvetlenül a part mellett a Gironde folyó torkolatánál, egy az időjárási jelenségeknek fokozottan kitett környezetben. A 16. és a 17. század fordulóján építették Louis de Foix mérnök tervei alapján fehér mészkőből. Később a 18. század végén egy másik mérnök, Joseph Teulére elképzelései szerint átalakították. A világítótorony a tengeri jelzőrendszerek egyik mesterműve, díszítése számos oszlopból, pillérből és vízköpőből áll. A világítótorony-építészet egyik legvirágzóbb korszakában készült, alkotói az antik hagyományokat kívánták folytatni ötvözve a kor navigációs technikájával, amelyben a hasonló jellegű építmények fontos szerepet játszottak mind a területek kijelölésében, mind a hajózás biztonságosabbá tételében. A 18. század végi átalakításkor megmagasították és a kor tudományos és technológiai fejlődésével összhangban átépítették a kamrát amelyben a konkrét világító berendezést helyezték el. A torony építészetében megtalálhatók az ókori modellekből származó elemek, a manierista építészet stílusjegyei, valamint az egyik leghíresebb francia mérnöki iskola által favorizált építészeti sajátosságok. |                          |

| | Nizza |
| 2021 |       |
| Kulturális (II) |       |
| Hivatkozás: 1635 |       |
| Nizza a mediterrán város az Alpok lábánál közel az olaszországi határhoz enyhe klímájának és a tengerhez való közelségének köszönhetően kedvelt téli tartózkodási hellyé vált. A 18. század közepétől egyre nagyobb számban érkeztek arisztokraták és felső-középosztálybeliek, főleg angolok, akik itt töltötték a telet. 1832-ben a településen, ami ekkor a Szárd Királyság része volt egy városrendezési tervet fogadtak el annak érdekében, hogy minél vonzóbb legyen a külföldi látogatók részére. Nem sokkal később a Camin dei Inglesi-t ami egy szerény, két méter széles út volt a tengerparton egy elegáns sétánnyá bővítették és 1860-tól (amikor Nizza Franciaország része lett) Promenade des Anglais-nak nevezték. A következő száz évben más országokból is, főleg Oroszországból egyre nagyobb számban érkeztek vendégek téli tartózkodásra, ami újabb építkezési hullámot indított el és a város terjeszkedni kezdett középkori városrész mellett területeken is. A látogatók és a hosszabb ideig itt tartózkodók különböző kulturális háttere és az a törekvés hogy a lehető legjobban kihasználják Nizza természeti adottságait egy jellegzetes városképet eredményezett ami hozzájárult kozmopolita jellegéhez. |       |

| | Az első világháború temetői és emlékhelyei |
| Belgium és Franciaország közös világörökségi helyszíne |                                            |
| 2023 |                                            |
| Kulturális (III)(IV)(VI) |                                            |
| Hivatkozás: 1567 |                                            |
| A Belgium és Franciaország határán átnyúló világörökségi helyszín az első világháború nyugati frontja mellett kialakított emlékhelyekből áll. A területen a német és a szövetséges erők között folyt a harc 1914 és 1918 között. Az Észak-Belgium és Kelet-Franciaország között található emlékhelyek között megtalálhatók nagyméretű temetők, ahol több tízezer különböző nemzetiségű katona nyugszik, kisebb, egyszerűbb kialakítású temetők, valamint egyes személyek részére külön felállított emlékművek is. A helyszínhez tartozó temetők több csoportra oszthatók, vannak köztük hagyományos katonai temetők, harctéri temetők és kórházakhoz köthető temetők gyakran emlékművekkel kombinálva. |                                            |

| | A Maison Carrée Nîmesben |
| 2023 |                          |
| Kulturális (IV) |                          |
| Védett terület: 0,0474 ha, puffer zóna: 72,74 ha, hivatkozás:1569 |                          |
| Maison Carrée ókori római templomát az i. sz. 1. században építették Nemausus kolónia, a mai Nîmes fórumán. A templom a császári istentisztelethez kapcsolódó épületek egyik korai példája, Augustus császár korán elhunyt örököseinek, Caius és Lucius Caesarnak szentelték. Az építmény stratégiai és szimbolikus elhelyezése a település fórumán a császári Róma fennhatóságát jelképezte a meghódított terület fölött. A köztársaságból a császárságba történő átmenet idejéből származó épület az egyik legjobb állapotban fennmaradt hasonló jellegű építmény a római provinciák területén. A templom a 17. század óta elvégzett restaurálásoknak köszönhetően megőrizte eredeti formáját építőanyagát és díszítőelemeit, egyedül mennyezete nem korabeli. Az évszázadok során a körülötte lévő fórum eltűnt, így fokozatosan elveszítette stratégiai jelentőségét. |                          |

| | Észak-Martinique erdei és vulkánjai |
| 2023 |                                     |
| Természeti (VIII)(IX) |                                     |
| Védett terület: 13 980 ha, puffer zóna: 28 826 ha, hivatkozás: 1657 |                                     |
| A Mont Pelée és a Pitons du Carbet globális jelentőségű helyszín, ahol tanulmányozhatók a vulkáni tevékenység jellemzői, a vulkánokhoz köthető folyamatok, valamint a vulkanikus eredetű anyagok. A vulkanológia történetében kulcsfontosságú eseménynek számít az 1902. évi kitörés ami tragikus emberveszteséget okozva drámai hatást gyakorolt St. Pierre városára és ma is felismerhető módon beépült Martinique szigetének kultúrájába. A több részből álló világörökségi helyszín, a vulkánok és az erdők veszélyeztetett fajoknak nyújtanak életteret. A védett élőlények közé tartozik a martinique-i vulkánbéka (Allobates chalcopis), egy siklóféle a Lacépède-i földi kígyó (Erythrolamprus cursor) és a szigeten endemikus fajnak számító Banán trupiál (Icterus bonana). |                                     |

| | Marquises-szigetek |
| 2024 |                    |
| Vegyes (III)(VI)(VII)(IX)(X) |                    |
| Védett terület: 345 759 ha, puffer zóna: 6 841 ha, hivatkozás: 1707 |                    |
| A Csendes-óceán déli részén található több részből álló helyszín a szigetvilág emberi betelepedésének folyamatát mutatja be. A mindentől távol eső szigetek őslakosai i. sz. 1000 körül érkezhettek vízi úton és kultúrájukat egészen a 19. századig megőrizték. A térség egyben biodiverzitás gócpont is pótolhatatlan és kivételesen jól megőrződött tengeri és szárazföldi ökoszisztémákkal. A szigetcsoport jellegzetességei a hasonló szélességi körön egyedülállónak számító éles hegygerincek és hegycsúcsok, valamint az óceán fölé emelkedő sziklák. A szigetcsoporton számos endemikus élőlény mellett gazdag növényvilág, sokféle tengeri faj és a Csendes-óceán déli részének egyik legváltozatosabb tengeri madáregyüttese található meg. A szigetek közelében lévő vízfelület gyakorlatilag mentes az emberi behatásoktól és a világ utolsó érintetlen tengeri védett övezeti közé tartozik. A helyszínen régészeti lelőhelyeket is feltártak ahol többek között monumentális kőszobrokat, pattintott eszközöket és sziklavéseteket találtak. |                    |

| | Carnac megalitikus lelőhelyei |
| 2025 |                               |
| Kulturális (I)(IV) |                               |
| Védett terület: 16,6 ha, puffer zóna: 98 ha, hivatkozás: |                               |
| A carnaci kősorokat i. e. 40. század körül emelték Franciaországban, Bretagne-ban, a mai Carnac közelében. Bretagne területén számos történelem előtti időkből származó menhir, kőkör és kősor maradt fenn. Ezek közül a legjelentősebb a Carnac melletti három nagy mező: Le Menec két körbezárt területtel és tizenegy kősorral, a Kermario mező két megalitsírral és Kerlescan egy körbezárt területtel és tizenhárom kősorral. Az utóbbihoz északon egy Petit Menec nevű kisebb mező tartozik nyolc kősorral, amelyek bár többször megszakadnak, egészen a Chrac folyóig követhetők. A kermariói kősor a nyári napforduló napfelkeltéjének irányát adja meg, a kerlescani a tavaszi napéjegyenlőségét. A la menec-i kősor egy közbenső napkelteiránynak, a május hatodikainak és az augusztus nyolcadikainak felel meg. Ebből következik, hogy a kősorok csillagászati megfigyelések alapján emelt építményeknek tekinthetők. Egyes elméletek szerint a kőkörök bekerítettségük miatt elzárt, szent területként funkcionáltak, míg a kősorok voltak a hozzájuk vezető szent utak, amelyeken feltehetően ünnepi menetek vonultak. |                               |

## Elhelyezkedésük

### Tengeren túli területek
| Réunion Déli és antarktiszi területek | Új-Kaledónia lagúnái Taputapuātea Marquises-szigetek | Észak-Martinique erdei és vulkánjai |

## Javasolt helyszínek
| Név                                                                                          | Kép | Típus      | Kritérium        | Év   | Hiv. |
| -------------------------------------------------------------------------------------------- | --- | ---------- | ---------------- | ---- | ---- |
| Finistère plébániatemlomai                                                                   |     | kulturális | II, III          | 2024 |      |
| Midi de Bigorre magashegyi obszervatóriuma                                                   |     | kulturális | II, III, IV      | 2022 |      |
| Lérins-i Szent Honoratus apátság                                                             |     | kulturális | V, VI            | 2022 |      |
| A pireneusi állam létrejöttének emlékei Andorra, Spanyolország, Franciaország közös jelölése |     | Kulturális | III, IV          | 2021 |      |
| Fontainebleau-i birtok                                                                       |     | kulturális | II, IV, VI       | 2020 |      |
| Charolais-Brionnais szarvasmarha tenyésztési kultúrtáj                                       |     | kulturális | III, V           | 2018 |      |
| Carcassonne és a hegyi őrkastélyok                                                           |     | kulturális | II, IV           | 2017 |      |
| A mediterrán Alpok Franciaország, Monaco és Olaszország közös jelölése                       |     | természeti | VIII             | 2017 |      |
| A királyi és császári Metz                                                                   |     | kulturális | I, II, IV        | 2014 |      |
| A normandiai partraszállás helyszínei                                                        |     | kulturális | IV, VI           | 2014 |      |
| Camargue                                                                                     |     | természeti | VII, X           | 2002 |      |
| Bonifaciói-szoros                                                                            |     | természeti | VII, VIII, IX, X | 2002 |      |
| Écrins Nemzeti Park                                                                          |     | vegyes     | -                | 2002 |      |
| Port-Cros Nemzeti Park                                                                       |     | természeti | VII, X           | 2002 |      |
| Guérande sós mocsarai                                                                        |     | vegyes     | -                | 2002 |      |
| A Pireneusok mediterrán partvidéke                                                           |     | vegyes     | -                | 2002 |      |
| Marseille kikötője                                                                           |     | kulturális | II, IV, V, VI    | 2002 |      |
| Narbonnaise ókori városai és környezetük: Nîmes, Arles, Glanum, via Domitia                  |     | kulturális | II, III, IV, V   | 2002 |      |
| Cerdagne-i vasút                                                                             |     | kulturális | IV               | 2002 |      |
| Nemzeti repüléskutató központ, Meudon                                                        |     | kulturális |                  | 2002 |      |
| Y hangár                                                                                     |     | kulturális | -                | 2002 |      |
| Menier csokoládégyár Noisielben                                                              |     | kulturális | -                | 2002 |      |
| Sarlat óvárosa                                                                               |     | kulturális | V, VI            | 2002 |      |
| Rocherfort arzenálja és a Charente torkolatvidékének erődítményei                            |     | kulturális | -                | 2002 |      |
| Dél-franciaországi konkréciós barlangok                                                      |     | természeti | VII, VIII, IX    | 2000 |      |
| Vanoise Nemzeti Park                                                                         |     | vegyes     | -                | 2000 |      |
| Mont Blanc                                                                                   |     | vegyes     | -                | 2000 |      |
| Saint-Denis-székesegyház                                                                     |     | kulturális | I, II, IV        | 1996 |      |
| Rouen favázas házai a székesegyház, a Saint-Ouen-templom, és a Saint Maclou-templom          |     | kulturális | -                | 1996 |      |
| Vaux-le-Vicomte-i kastély                                                                    |     | kulturális | I, II, IV        | 1996 |      |
| Németalföldi erődvárosok                                                                     |     | kulturális | -                | 1996 |      |
| Montagne Sainte-Victoire és Cézanne-hoz köthető tájak                                        |     | vegyes     | -                | 1996 |      |